# Kulin People

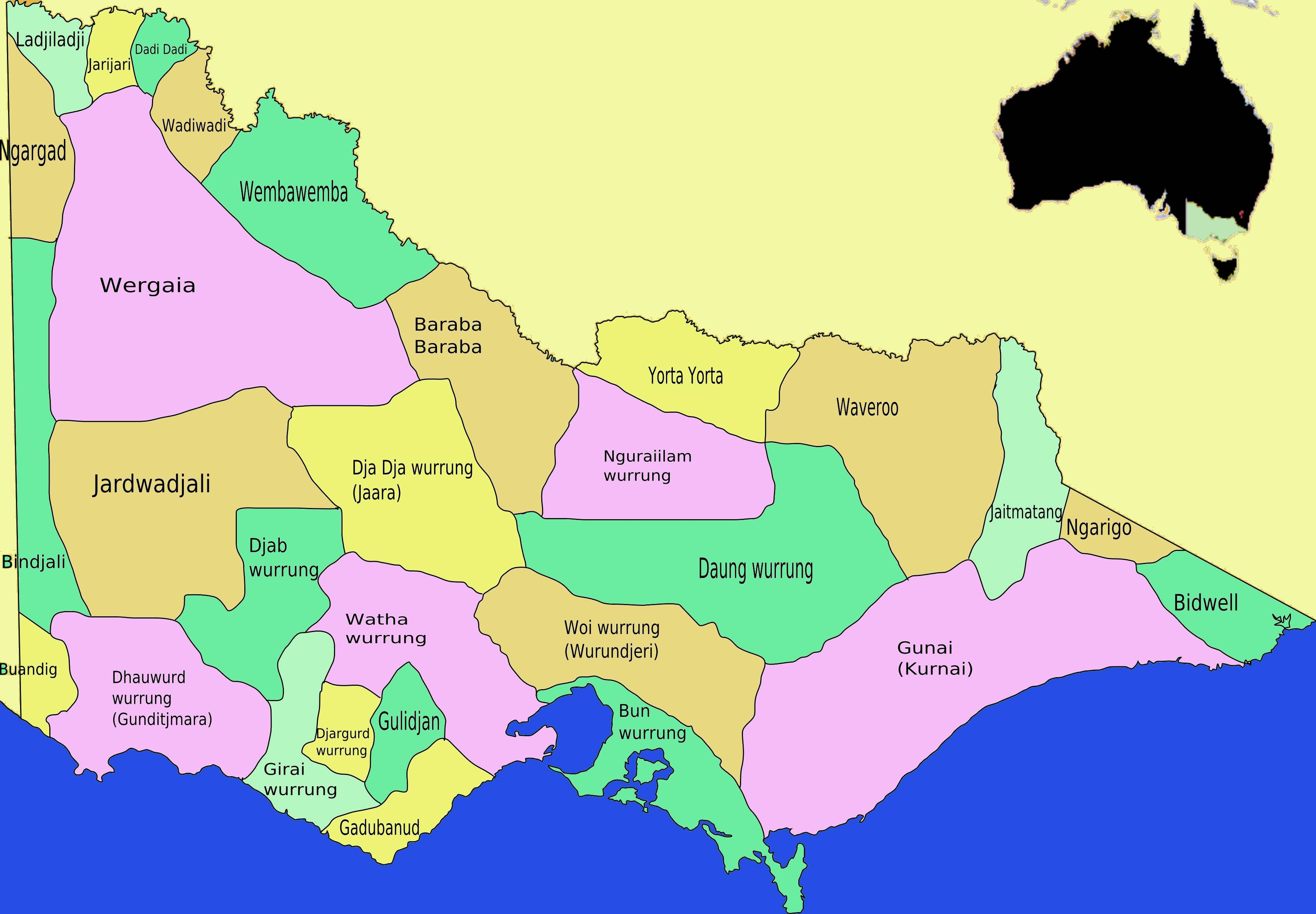
Karte der Aborigine-Sprachen in Victoria

Die Kulin People bestehen aus fünf Aborigine-Stämmen im zentralen Victoria im sogenannten Golden Outback. Sie lebten im Great Dividing Range und an den Ufern des Loddon River und Goulburn River und an der Küste.

## Geschichte
Bevor die europäischen Siedler in dieses Gebiet nach Port Phillip im Jahre 1835 kamen, lebten sie als Jäger und Sammler nomadisch, die sich das Gebiet aufteilten. Die Kulin stellten vor der europäischen Besiedlung am Steinbruch des Mount William aus einem dort vorkommenden Gestein Steinbeile her, mit denen sie in einer Region, die von Adelaide bis New South Wales reichte, handelten.
Die europäischen Siedler vertrieben die Aborigines und drängten sie in Reservate ab. Anschließend bauten sie in diesen Gebieten Aborigines-Missionsstationen auf. Später wurde für die Kinder der Aborigines eine Schule am Merri Merri Creek aufgebaut.

## Aborigine-Stämme
Die fünf Kulin-Stämme sind die 
- Wurundjeri im Yarra-Gebiet
- Boonerwrung an der Südküste
- Taungurong am Goulburn River
- Wathaurung im Westen
- Dja Dja Wurrung im Nordwesten am Loddon River.[1]

Sie hatten kulturelle and soziale Gemeinsamkeiten, Initiations- und Hochzeitriten sowie Totems und sie konnten sich leicht untereinander verständigen, da ihre Sprachen nur gering voneinander abwichen.